# إنشاء (لغة)
الإنشاء عند أهل العربية يطلق على الكلام الذي ليس لنسبته خارج تطابقه أو لا تطابقه (أي لا يُمكن تصديقه أو تكذيبه)، ويقابله الخبر. وقد يقال على فعل المتكلم أي إلقاء الكلام الإنشائي ويقابله الإخبار. والإنشاء إما طلب أو غيره، والطلب إما تمن أو استفهام أو غيرهما. والمراد هنا هو المعنى الثاني المصدري لا الكلام المشتمل عليها.

## أنواع الإنشاء
ينقسم الإنشاء لقسمين: طلبي وغير طلبي. القسم الأول (أي الطلبي) يستذكر مطلوبًا غير حاصل في الوقت الراهن، إلا أن حصوله من عدمه مرهون بالطلب. أمّا الإنشاء غير الطلبي فحصوله غير مرهون بالطلب.